# (4677) Hiroshi
(4677) Hiroshi es un asteroide perteneciente al cinturón de asteroides, descubierto el 26 de septiembre de 1990 por Atsushi Takahashi y el también astrónomo Kazuro Watanabe desde el Observatorio de Kitami, Hokkaidō, Japón.

## Designación y nombre
Designado provisionalmente como 1990 SQ4. Fue nombrado Hiroshi en honor al astrónomo e informático japonés Hiroshi Kaneda conocido por sus cálculos orbitales de cometas y asteroides. Vive en Sapporo es programador informático que ha creado software de astronomía.

## Características orbitales
Hiroshi está situado a una distancia media del Sol de 3,130 ua, pudiendo alejarse hasta 3,739 ua y acercarse hasta 2,521 ua. Su excentricidad es 0,194 y la inclinación orbital 0,481 grados. Emplea 2023 días en completar una órbita alrededor del Sol.

## Características físicas
La magnitud absoluta de Hiroshi es 12,7. Tiene 13,977 km de diámetro y su albedo se estima en 0,143.